# Calliergis peruviana
Calliergis peruviana là một loài bướm đêm trong họ Noctuidae.